# NGC 3889
NGC 3889 (другие обозначения — MCG 9-19-191, DRCG 24-45, PGC 36819) — линзообразная галактика (S0) в созвездии Большой Медведицы. Открыта Лоуренсом Парсонсом в 1878 году.
В 2000 году в галактике наблюдалась вспышка сверхновой SN 2000K.
Этот объект входит в число перечисленных в оригинальной редакции «Нового общего каталога».